# Camil Gemael
Camil Gemael (Rio Negro, 13 de noviembre de 1922 - 12 de agosto de 2015) fue un científico brasileño, pionero en los estudios de geodesia en Brasil y América del Sur. Licenciado en Ingeniería civil por la Universidad Federal de Paraná, obtuvo su doctorado en 1958. Posteriormente, se convirtió en una referencia en las áreas de astronomía y geodesia, siendo responsable de la formación del programa de postgrado en ciencias geodésicas de la Universidade Federal do Paraná.